# Conferência Episcopal do Paraguai
A Conferência Episcopal do Paraguai (em castelhano:  Conferencia Episcopal Paraguaya) (CEP) é a conferência episcopal dos bispos da Igreja Católica no Paraguai e, portanto, serve como a principal assembleia dos prelados cristãos neste país.

## Objetivo
Seu objetivo é alcançar o maior bem que a Igreja proporciona aos homens e mulheres do país. Nos encontros periódicos, os bispos exercem juntos a pastoral, tratando de assuntos comuns e trocando experiências e julgamentos que lhes permitem descobrir, antes de tudo, as formas e métodos pastorais mais adequados às circunstâncias do tempo e do país.

## História
Com a criação da nunciatura apostólica do Paraguai e a Primeira Conferência Geral do Episcopado Latino-Americano realizada no Rio de Janeiro, em 11 de outubro de 1955, o núncio apostólico comunicou aos bispos o desejo da Santa Sé de que fossem estabelecidas conferências episcopais em cada país, com estatutos aprovados por Roma. De acordo com a diretriz do Vaticano, os ordinários de cada lugar e das diferentes jurisdições deveriam participar neles. Imediatamente foi elaborado o anteprojeto do estatuto do que se chamaria Conferência Episcopal do Paraguai. Sua aprovação foi recebida em 20 de julho de 1956.
No início de 1960, iniciou-se a estruturação e consolidação de uma secretaria permanente, seguindo as recomendações do Conselho Episcopal Latino-Americano. Em 1965 e 1966, os bispos modificaram alguns artigos dos Estatutos, criando comissões para as diversas áreas da pastoral. Em 1986 o CEP tornou-se mediador no "Diálogo Nacional", entre os partidos políticos e os setores de opinião e ação social, em um chamado à harmonia e unidade nacional.  Antes da nova constituição nacional, os bispos do Paraguai divulgaram uma Carta Pastoral em agosto de 1992, na qual apelavam a todos para participarem da tarefa de construir um Paraguai melhor. Seguiu-se um período de reorganização das estruturas do CEP e de elaboração conjunta de planos e programas de ação pastoral.
No início no século XXI, a Conferência Episcopal formou uma comissão que formulou propostas para a ação pastoral. Por coincidência, foi realizada em Aparecida a Quinta Conferência Geral do Episcopado Latino-Americano e do Caribe. O documento emitido, com o título de "Discípulos e Missionários de Jesus Cristo para que os nossos povos, Nele, tenham vida", orientou a elaboração de conclusões coincidentes que foram apresentadas ao povo na solenidade de Caacupé.

## Presidentes
- Juan José Aníbal Mena Porta (1958 – 1970)
- Ramón Pastor Bogarín Argaña (1970 – 1973)
- Felipe Santiago Benítez Avalos (1973 – 1985)
- Ismael Blas Rolón Silvero, S.D.B. (1985 – 1989)
- Felipe Santiago Benítez Avalos (1989 – 1990)
- Jorge Adolfo Carlos Livieres Banks (1990 – 1994)
- Oscar Páez Garcete (1994 – 1999)
- Jorge Adolfo Carlos Livieres Banks (1999 – 2002)
- Catalino Claudio Giménez Medina, I.Sch. (2002 – 2005)
- Ignacio Gogorza Izaguirre, S.C.I. di Béth. (2005 – 2011)
- Catalino Claudio Giménez Medina, I.Sch. (2011 – 2015)
- Edmundo Ponziano Valenzuela Mellid, S.D.B. (2015 – 2018)
- Adalberto Martínez Flores (desde 2018)